# アルビオン

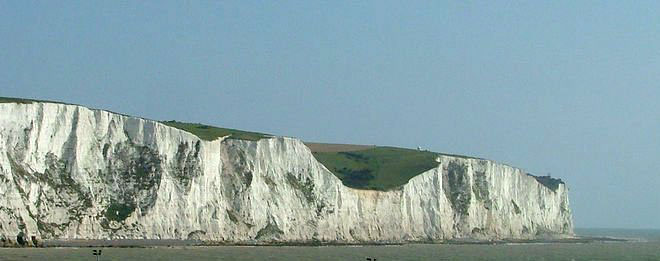
ドーバーの白い崖。

アルビオン（英語: Albion、ラテン語: Albion、古代ギリシア語: Ἀλβιών）は、知られているなかでもっとも古いブリテン島の名称であり、雅称。近世には、イギリス人およびその国家の異名ともなった。また、同名地名を始めとする多くの同名固有名詞の由来ともなっている。

## 地名のアルビオン
ラテン語: albus 「白い」を語源とする。
ヨーロッパ大陸からこの島に上陸しようとするとき最初に目にするドーヴァー海峡沿岸地域に広がる崖のチョーク層（白亜層、石灰岩地層）の白さに、この地がその名を呼ばれるようになった由来があるとされる。
ヨーロッパ外交史では、17世紀から18世紀にかけての列強が当時の信用ならないイギリスを揶揄をする語として「不実のアルビオン」（フランス語: perfide Albion、英語: Perfidious Albion）という表現を用い始め、近世におけるイギリス人およびその国家の異名となった。

## ギリシア神話のアルビオーン
ラテン語地名の Albion から逆成された伝説と考えられる、ギリシア神話の中のアルビオーン（古代ギリシア語: Ἀλβιών、英語: Albion）は、ポセイドーンとアムピトリーテーの一子であり、アルビオーン島に住む巨人の名である。
英雄ヘーラクレースが西に向かう際に、道を塞ごうとしたアルビオーンを倒したと言われる。

## ミルトンのアルビオン
イギリスの詩人ウィリアム・ブレイクの叙事詩『ミルトン』(en) では、アルビオン（Albion、世界）が誕生する前の宇宙には「世界の卵」と、それを中心に混ざり合う4つの宇宙があり、それぞれを北の宇宙「アーソナ (Urthona)」、南の宇宙「ユリゼン (Urizen)」、東の宇宙「ルヴァ (Luvah)」、西の宇宙「サーマス (Tharmas)」とした。

## その他のアルビオン
上述のほかにも、ブリテン島の古名としてのアルビオンを語源とする固有名詞は世界に多数存在する。
アルビオン (曖昧さ回避)を参照のこと。